# Haut fonctionnaire de terminologie
Pour les articles homonymes, voir Haut fonctionnaire.
Un haut fonctionnaire de terminologie est un haut fonctionnaire français chargé des questions de terminologie auprès d'une commission spécialisée de terminologie et de néologie.

## Description
Le haut fonctionnaire de terminologie fait partie du dispositif mis en place par le décret du 3 juillet 1996 relatif à l'enrichissement de la langue française, qui fait suite à la loi Toubon. Ce décret impose la création d'une commission spécialisée de terminologie et de néologie dans chaque ministère, chargée d'assurer, dans son secteur de compétence (informatique, économie et finances, sciences et techniques spatiales, santé, justice, télécommunications, industrie automobile, nucléaire, etc.), la mission primordiale de veille néologique, de repérer les nouveautés en matière de techniques, de produits, ou de notions qui nécessitent un travail de désignation ou de définition, et de proposer un équivalent français aux termes d'origine étrangère.
Le haut fonctionnaire de terminologie est chargé d'assurer le suivi du travail et la préparation des séances de la commission de son ministère, avec un service désigné pour l'assister, notamment pour les tâches de secrétariat et la diffusion des travaux.
Il est compétent pour toute question intéressant la langue française dans le ministère où il est placé. Il peut intervenir auprès des institutions européennes afin de détecter les termes en anglais pour lesquels il est nécessaire de trouver une traduction en français.